# Choszcze
Choszcze es un pueblo de Polonia, en Mazovia.  Se encuentra en el distrito (Gmina) de Mrozy, perteneciente al condado (Powiat) de Mińsk. Se encuentra aproximadamente  a 6 km al este de Mrozy, a 22 km al este de Mińsk Mazowiecki, y a 61 km  al este de Varsovia.   Su población es de 80 habitantes.